# Guardia Húngara
La Guardia Húngara (en idioma húngaro: Magyar Gárda ['mɔɟɔr 'ga:rdɔ] y abreviada como MG) fue una organización de carácter militar y fascista, fundada por integrantes del partido de extrema derecha húngara Jobbik. 
Existió entre 2007 y 2009, fecha en que fue disuelta tras una orden judicial. La prensa internacional y sus oponentes políticos, como el antiguo Primer ministro húngaro Ferenc Gyurcsány, la denominaron como una organización neo-fascista, neonazi, similar a los camisas pardas ("SA") de Hitler en la Alemania nazi o al Partido de la Cruz Flechada.

## Historia

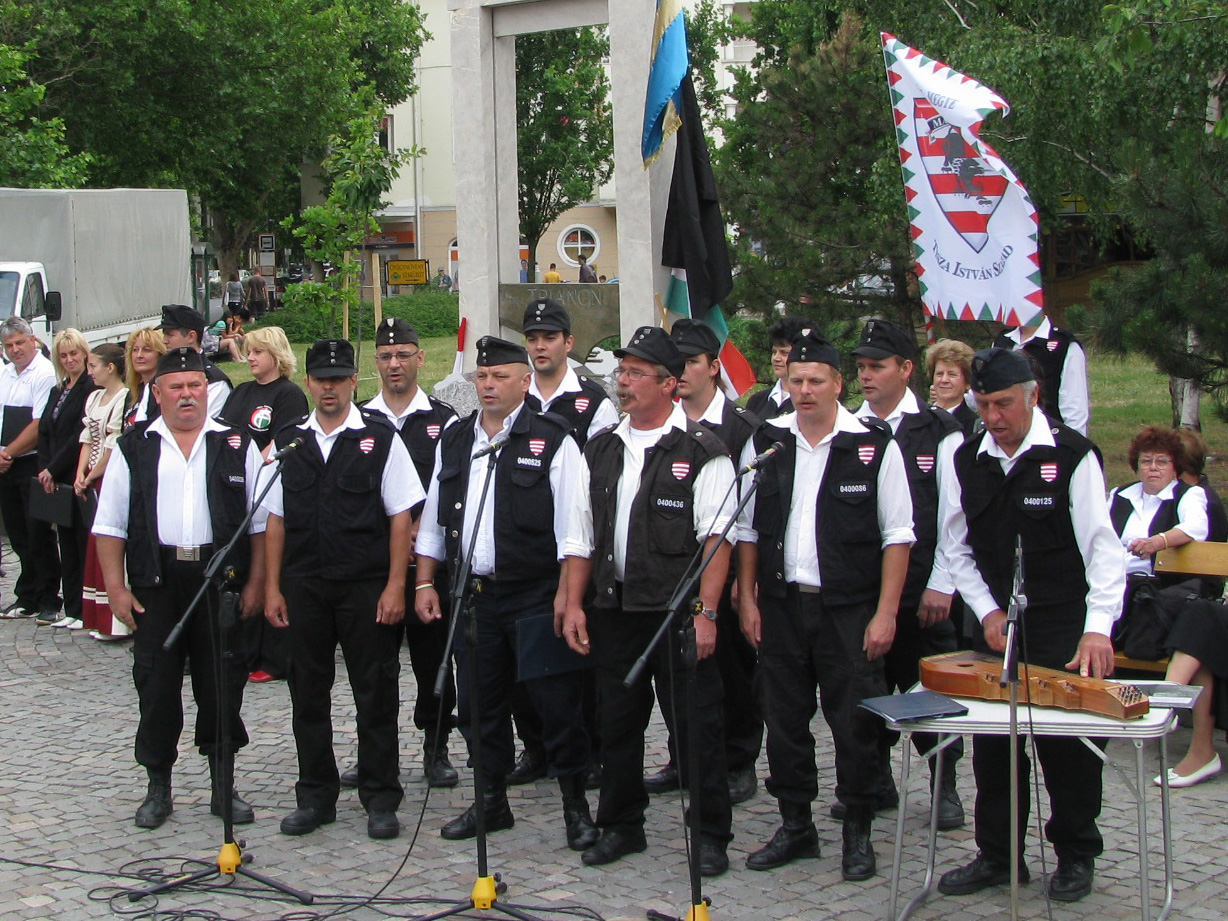
Miembros de la Guardia Húngara en Békéscsabán (2009).

La Guardia Húngara se formó con el juramento de los primeros 56 miembros (simbolizando la Revolución Húngara de 1956), el 25 de agosto de 2007. Según los fundadores, la Guardia Húngara sería el primer paso hacia la creación de una Guardia Nacional. Aunque es una entidad legalmente formada y registrada por las autoridades correspondientes, muchos consideran que es una unión fascista por su naturaleza, y el uniforme de sus miembros cuyos símbolos recuerdan la época fascista de ese país.
El 16 de diciembre de 2008, el Tribunal Metropolitano de Budapest (Fővárosi Bíróság) ordenó disolver la Guardia Húngara por considerar que sus objetivos y actividades atentan contra los derechos humanos y los derechos de las minorías, consagrados en la Constitución de Hungría. En las elecciones europeas de 2009, a través del partido político Jobbik sacaron un sorprendente 14,77% de los votos. El 1 de marzo de 2009 las organizaciones del pueblo gitano realizaron una manifestación para denunciar que el partido Jobbik y la Guardia Húngara divulgan propaganda racista que "agravia el honor de la comunidad gitana en Hungría y despierta el odio, instiga e incita contra la comunidad".
El 2 de julio de 2009 fue finalmente disuelta después de que una sentencia europea confirmara la anterior sentencia del Tribunal Metropolitano de Budapest, forzando a las autoridades húngaras a llevar a cabo su disolución.

### Reorganización
Desde su disolución judicial la Guardia ha intentado reorganizarse como una organización civil, conocida como Magyar Gárda Foundation, centrándose más en sus actividades culturales que en las políticas. Sus renovadas actividades se han encontrado tanto la oposición de las autoridades húngaras como por los fiscales , quienes afirman que la fundación de la nueva organización se ha encontrado con el desacato de las sentencias judiciales anteriores. En febrero de 2010 el Parlamento aprobó una ley que aumentaba significativamente el castigo por participar en una organización disuelta.

## Actividad
El objetivo principal de la organización, de acuerdo con su página oficial, era "reunir y, basándose en objetivos racionales, organizar a los grupos dispersos en defensa de la Patria". Las tareas de la Guardia eran muy diversas: dependiendo de las necesidades, éstas pueden ser actividades culturales, tradicionales, humanitarias, ayuda en el mantenimiento de la seguridad pública, en estado de emergencia, en la prevención de catástrofes, etc.